# Umm Tina Fadus
Umm Tina Fadus – wieś w Syrii, w muhafazie Hims, w dystrykcie Hims. W 2004 roku liczyła 41 mieszkańców.